# Valle del Aconcagua (vino)
Valle del Aconcagua es una denominación de origen chilena para vinos procedentes de la subregión vitícola homónima que se ajusten a los requisitos establecidos por el Decreto de Agricultura n.º 464 de 14 de diciembre de 1994, que establece la zonificación vitícola del país y fija las normas para su utilización como denominaciones de origen.
El Valle del Aconcagua se encuadra dentro de la región vitícola de Aconcagua y comprende las provincias de San Felipe de Aconcagua y Los Andes de la Región de Valparaíso. Dentro de esta subregión se distingue el área de Panquehue.
El clima estable con alta insolación y riesgo bajo de heladas reúne unas condiciones idóneas para la producción de vinos de calidad. Fue en esta subregión donde Maximiano Errázurriz plantó sus primeros viñedos en 1870. 
La superficie de viñedos ocupa unas 1.025 ha dedicadas a las variedades Cabernet Sauvignon, Merlot, Syrah, Carménère y Chardonnay.